# سایبرگدون
سایبرگدون (به انگلیسی: Cybergeddon) برگرفته شده از دو واژه انگلیسی سایبری و عبری و استخراج شده از «کوه نبرد نهایی» یا آرماگدون است و به فاجعه‌ای اشاره دارد که در نتیجه خرابکاری گسترده در تمام شبکه‌ها، سامانه‌ها و فعالیت‌های رایانه‌ای ایجاد می شود. این اتفاق باعث وقوع تروریسم سایبری، جنگ سایبری، جرایم سایبری و هکتیویسم در مقیاس گسترده از طریق اینترنت می‌شود و منجر به فروپاشی اقتصادی می‌گردد. زیرساخت های اقتصادی یا صنعتی مورد هدف قرار می‌گیرند، مانند بانک‌ها یا سیستم‌های کنترل صنعتی. از سال ۲۰۱۲، تعداد حملات مبتنی بر اینترنت و پیچیدگی آنها افزایش یافته است.

## تحلیل فنی
آشار عزیز، مدیرعامل FireEye در مصاحبه با بلومبرگ توضیح داد: «سایبرگدون یک احتمال است.» «حمله به زیرساخت‌های حیاتی مانند شبکه برق یا موسسات مالی می‌تواند نه تنها اقتصاد ایالات متحده، بلکه در واقع اقتصاد جهان را به ویرانی برساند»
مرکز اطلاعات فنی دفاعی، حملات پالس الکترومغناطیسی هسته‌ای را به عنوان بخشی از اقدام نظامی که ممکن است باعث سایبرگدون شود، ذکر کرد.
«سایبرگدون» گمشده: آنچه اوکراین می‌تواند در مورد آینده جنگ سایبری به ما بگوید» رافال روهوزینسکی، محقق امنیت سایبری مؤسسه بین‌المللی مطالعات استراتژیک، مقیاس سایبرگدون در جنگ را مشخص می‌کند: «دفاع دیجیتال در حال شکل‌گیری است و این ممکن است نشان دهنده تغییر به سمت مرحله خطرناکتر جنگ سایبری باشد. اما «سایبرگدون» که ما انتظار داشتیم در اولین درگیری بزرگ بین کشورهای صنعتی پیشرفته در قرن بیست و یکم ببینیم، آن چیزی نیست که ما به دست آوردیم.
«نظریه سایبری: سایبرگدون در راه است» بهزاد قاسمی، بنیان‌گذار آزمایشگاه امنیت سایبری آورکلاک، در گزارشی در روزنامه آسیا این نظریه را مطرح کرد: «سایبرگدون نیز می تواند مانند آرماگدون اتفاق بیفتد. پدیده ای که خارج از کنترل انسان است و توسط سیستم ایجاد می شود. خطاها هوش مصنوعی و یادگیری ماشینی به اکوسیستم‌های دیجیتال بر اساس یادگیری ماشین خود سازمان‌دهی می‌کند.این توانایی شامل امکان دسترسی سطح بالاتری به خود سامانه خواهد بود.
مرکز مطالعات ریسک کمبریج: سایبرگدون ویژگی‌های  فاجعه‌ی خطر سایبری است که از خرابکاری در مقیاس بزرگ در تمام شبکه‌ها، سیستم‌ها و فعالیت‌های رایانه‌ای ناشی می‌شود.